# 2014 au Mali
Cet article présente les faits marquants de l'année 2014 au Mali.

## Évènements
- Poursuite de l'intervention militaire au Mali.
- Février : massacre de Tamkoutat ; combat de Labbezanga.
- 5 avril : démission du gouvernement Ly, Moussa Mara est nommé Premier ministre.
- 29 avril : combat d'Inabohane et Ebahlal.
- Mai : deuxième bataille de Kidal ; troisième bataille de Kidal.
- Juin : attentat d'Aguel'hoc.
- Juillet : troisième bataille d'Anéfis ; première bataille de Tabankort.
- 24 juillet : accident du vol 5017 Air Algérie.
- Octobre : combat de N'Tillit.
- Novembre: plus de 6 cas de fièvre hémorragique Ebola diagnostiqués dans la ville de Kayes .
- Décembre : combat de Tabankort.